# Prosevania pilosipes
Prosevania pilosipes är en stekelart som först beskrevs av Jean-Jacques Kieffer 1916.  Prosevania pilosipes ingår i släktet Prosevania och familjen hungersteklar. Inga underarter finns listade i Catalogue of Life.